# 劉楨
劉 楨（りゅう てい、? - 217年）は、中国後漢末に曹操に仕えた文学者。字は公幹。建安七子の一人。兗州東平国寧陽県（現在の山東省泰安市寧陽県）の人。漢の宗族の劉梁の孫。

## 略歴
曹操に招かれ丞相掾属となり、五官将文学・平原侯庶子に転じて、曹操の息子の曹丕や曹植と親しく交際した。後に宴席の場で、曹丕が夫人の甄氏に命じて挨拶させた時、座中の人々が平伏する中、一人彼女を平視した。このことを聞いた曹操に不敬を問われたが、死刑を許されて懲役にされた。
世説新語によると、曹丕は「貴方は何故法を守らないのか」と問い、劉楨は「法の網目が疎かでない事が理由です」と答えたという。
尚、この事件により共に曹丕の賓客として仕えていた呉質も連座し、朝歌へ左遷されている。刑期が終わると吏に任じられた。建安二十二年の疫病の流行によって217年に死去。陳琳、徐幹、応瑒らが同じ病気で死去している。
王昶伝によると、王昶は彼の人柄について「博学で高い才能を持ち、誠実な生き方をし大志を抱いていた。しかし人柄と行為に均質性がなく、自己を拘束したり遠慮したりする事が少なく、長所と短所は差し引きゼロであった。私は彼を愛し重んじるが、わが子が彼を慕う事を望まない」としている。

## 作品
劉楨は文才に優れ、数十篇の作品を著したという。特に五言詩は「其の五言詩の善き者、時人に妙絶す」（曹丕「呉質に与うる書」）として高く評価された。後世においても「真骨は霜を凌ぎ、高風は俗を跨ぐ」（鍾嶸『詩品』）と評されるように、骨太で高邁な風格を特徴とする作風は、王粲とともに建安七子の中で最も高い評価を受けている。「劉公幹集」がある。

### 著名な作品
| 贈従弟三首（其二） |                                |
| 原文               | 書き下し文                     |
| 亭亭山上松         | 亭亭たり 山上の松              |
| 瑟瑟谷中風         | 瑟瑟たり 谷中の風              |
| 風聲一何盛         | 風声 一に何ぞ盛んなる          |
| 松枝一何勁         | 松枝 一に何ぞ勁（つよ）き      |
| 冰霜正慘凄         | 冰霜 正に慘凄たるも            |
| 終歳常端正         | 終歳 常に端正たり              |
| 豈不罹凝寒         | 豈に凝寒に罹（かか）らざらんや |
| 松柏有本性         | 松柏 本性有り                  |

## 伝記資料
- 『三国志』巻21
- 『後漢書』巻80